# Ataşehir Belediyespor
Maillots
L'Ataşehir Belediyesi Spor Külübu est un club turc de football féminin basé à Ataşehir, un quartier d'Istanbul. Fondé en 2007, le club a remporté deux fois le Championnat de Turquie.

## Histoire
Le club de football féminin du Mevlana Lisesi SK est fondé en 2007. Il est ensuite géré par la municipalité d'Ataşehir Municipality qui le renomme en Ataşehir Belediyesi SK à l'été 2009.
L'équipe participe à son premier Championnat de Turquie lors de la saison 2009-2010, terminant quatrième. La saison 2010-2011 voit le club sacré champion trois semaines avant la fin du championnat, offrant ainsi au club une première campagne européenne avec la Ligue des champions féminine de l'UEFA 2011-2012. L'Ataşehir Belediyesi y est éliminé dès le tour de qualification.

## Palmarès
- Championnat de Turquie : 
  - Champion : 2011, 2012 et 2018
  - Vice-champion : 2013, 2014, 2015 et 2016